# Unified Grocers
Unified Grocers, Inc. var ett amerikanskt handlarägt partihandelskooperativ som försåg oberoende stormarknader med produkter i västra USA.
Kooperativet grundades 1999 som Unified Western Grocers när Certified Grocers of California (Kalifornien) och United Grocers, Portland Ore (Oregon) fusionerades med varandra. 2007 blev även Associated Grocers, Seattle (Washington) fusionerad med Unified och man bestämde sig att byta namn till Unified Grocers. I april 2017 blev det offentligt att detaljhandelskedjan Supervalu köpte Unified för 375 miljoner amerikanska dollar. Lite mer än ett år senare meddelade United Natural Foods (UNFI) att Supervalu skulle bli fusionerad med UNFI till en kostnad på 2,9 miljarder amerikanska dollar.
Unified hade en årlig omsättning på 3,8 miljarder amerikanska dollar och deras huvudkontor låg i Commerce i Kalifornien.